# Адомаускас, Людас
Людас Адомаускас (лит. Liudas Adomauskas; 8 апреля 1880, дер. Нотенай, Тельшевский уезд, Российская империя — 16 августа 1941) — литовский государственный деятель, Председатель Народного Сейма Литвы в 1940 году.

## Биография
Людас Адамаускас родился 8 апреля 1880 года, в 1903 году окончил Ковенскую духовную семинарию и стал католическим священником. С 1904 по 1918 год, в том числе в период Первой мировой войны был капелланом в Русской императорской армии.
В 1921 году отошёл от религиозной деятельности, вступил в Коммунистическую партию Литвы и через год опубликовал антирелигиозную книгу «Šventraščio paslaptys», которую резко отрицательно восприняла Католическая Церковь. В 1922 году был редактором коммунистических газет «Žarija» и «Naujoji gadynė», в 1923—1926 сидел в тюрьме за коммунистическую деятельность, после военного переворота 1926 года был приговорён к смертной казни, но смертная казнь была заменена 15 годами лишения свободы, в 1928 году амнистирован, а в 1934 году выпущен из тюрьмы.
17 июня 1940 года стал государственный контролёром в Народном Правительстве Литвы, 21 июля избран Председателем Народного Сейма и подписал декларацию о восстановлении советской власти на территории Литвы. 25 августа 1940 года назначен народным комиссаром государственного контроля Литовской ССР.
Убит литовскими националистами 16 августа 1941 в Панеряй близ Вильнюса.